# Kavaliershaus
Als Kavaliershaus oder Kavalierhaus (von Kavalier, französisch chevalier, italienisch cavaliere, „Ritter“ sowie „Reiter“), auch Cavalierhaus oder Cavaliershaus genannt, bezeichnete man seit dem Barock ein Gebäude, das als Teil eines Schlossensembles der Aufnahme des Hofstaats diente.

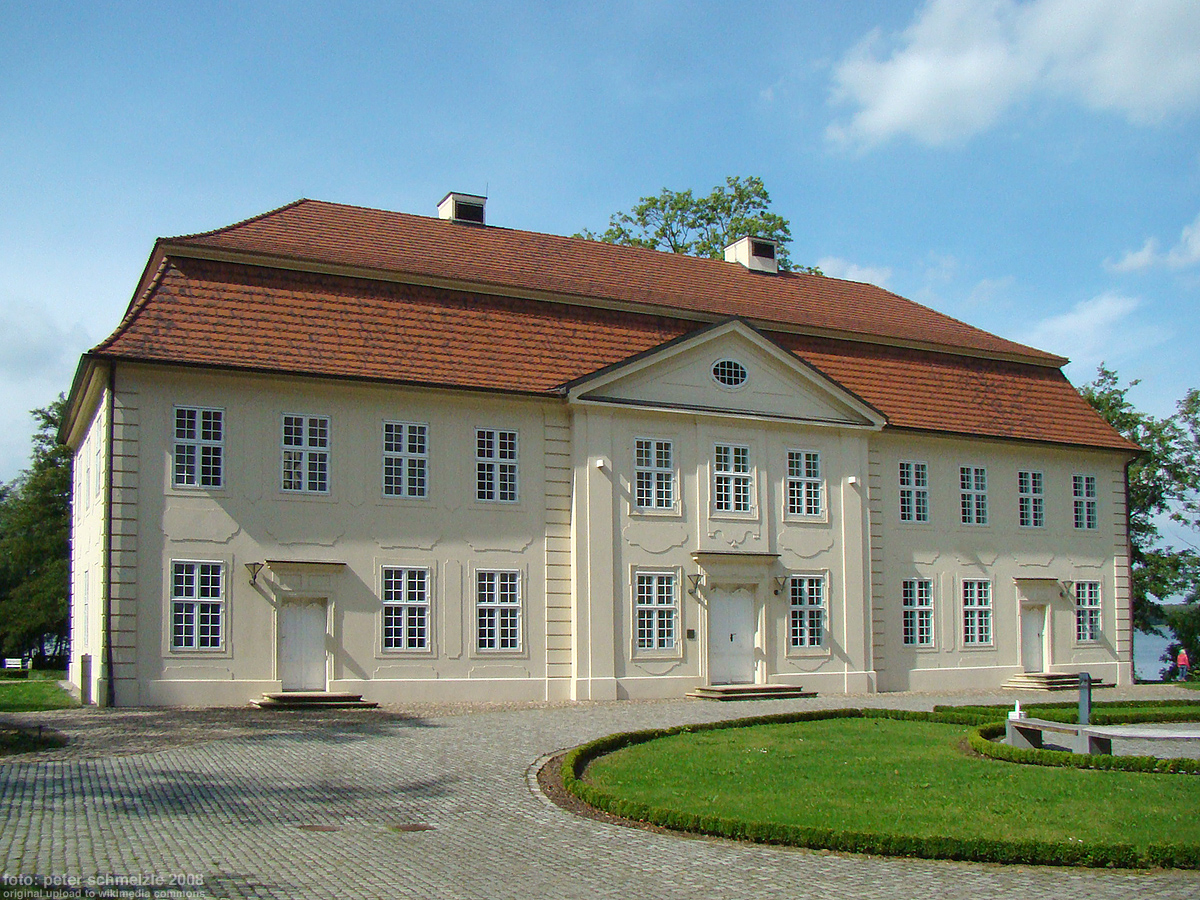
Das Kavaliershaus auf der Mirower Schlossinsel in Mirow

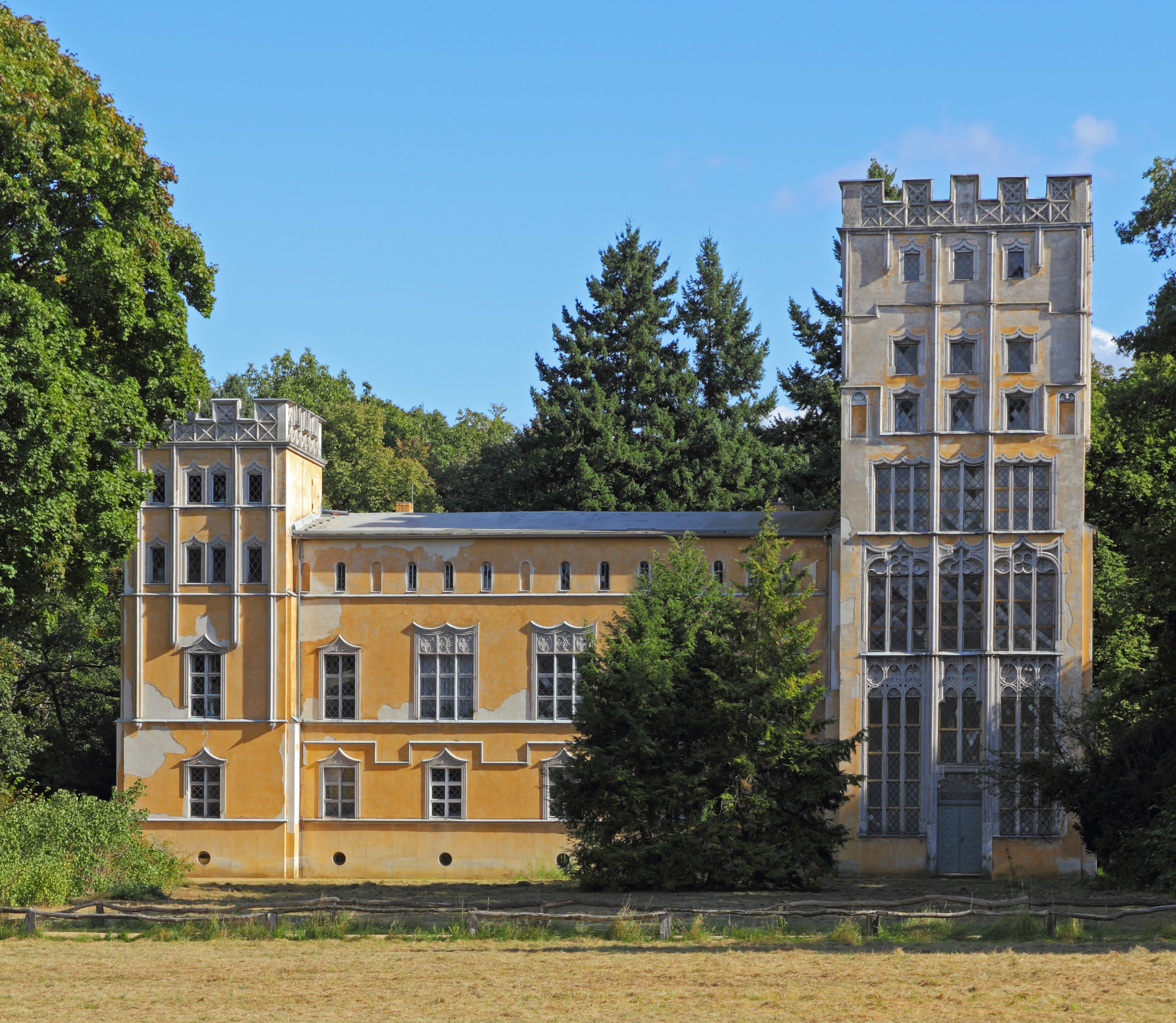
Das Kavaliershaus auf der Pfaueninsel in Berlin

Die eingedeutschte Bezeichnung des Kavaliershauses leitet sich von den ursprünglich den Reitern, also Rittern vorbehaltenen Gebäuden ab. Später wurde der Name synonym für diejenigen Gebäude einer Schlossanlage verwendet, die nicht direkt durch die jeweilige Fürstenfamilie bewohnt waren. Im Kavaliershaus fanden Angestellte des Hofes, hohe Beamte, Kuriere oder Gäste ihren Platz.
In Barockanlagen umschließen die Kavaliershäuser zusammen mit dem eigentlichen Schloss häufig den Ehrenhof. Sie können mit dem Hauptschloss durch Galerien verbunden sein oder allein stehen. Es gab keine bindenden Regeln, sodass die Kavaliershäuser manchmal auch im Park des Schlosses ihren Platz fanden. Je nach Umfang, Größe und Bedeutung der jeweiligen Residenz – und ihrer Bewohner – kann ein Kavaliershaus gewissermaßen ein Schloss für sich darstellen oder aber auch eher einem Bürgerhaus ähneln.

## Beispiele
- Kavaliershaus am Schloss Branitz in Cottbus
- Kavaliershaus am Prinzenpalais in Gotha
- Cavalierhaus in Hannover, siehe Torhäuser im Georgengarten
- Cavalierhaus (Harzgerode), denkmalgeschütztes Fachwerkhaus in dem zur Stadt Harzgerode in Sachsen-Anhalt gehörenden Ortsteil Alexisbad im Harz
- Kavalierhaus Kleßheim, Schloss Kleßheim
- Kavalierhaus Langenargen
- Kavalierhaus im Rittergut Lemmie in Gehrden
- Kavalierhaus Spremberg, Spremberg
- nördliches und südliches Kavaliershaus am Schloss Altenstein, Bad Liebenstein
- Kavalierhäuser Königs Wusterhausen
- Kavaliershaus, Darmstadt-Bessungen
- Kavalierhaus am Schloss Moritzburg (Sachsen)
- das Kavaliershaus der Echzeller Burg (die eigentlich ein Schlossbau ist)